# Mila Kopp
Mila Kopp (* 20. Oktober 1904 in Wien; † 14. Januar 1973 in Stuttgart) war eine österreichische Schauspielerin.

## Leben
Die Beamtentochter Emilie Kopp studierte an der Lehrerbildungsanstalt in Wien und wurde zunächst Volksschullehrerin. Doch 1923 gab sie als Emilia Galotti in Pilsen ihr Bühnendebüt. 1924/25 war sie in Prag und kam 1925 nach Stuttgart, wo sie bis 1936 zum Ensemble gehörte. Sie war das Gretchen in Faust,  die Rose Bernd und die Titelfigur von Shaws Die Heilige Johanna.
1938 bis 1941 agierte Mila Kopp an den Münchner Kammerspielen. Sie spielte Königin Gertrud in Hamlet (1939) und die Titelrolle der Maria Stuart (1940). 1941 bis 1944 folgte ein Engagement am Schiller-Theater Berlin unter dem Intendanten Heinrich George.
Von 1946 bis zu ihrem Tod gehörte Mila Kopp wieder zum Ensemble am Staatstheater Stuttgart. Von 1950 bis 1955 arbeitete sie außerdem am Deutschen Theater Göttingen. Mit besonderem Erfolg verkörperte sie herbe Charakterrollen und besonders leidgeprüfte Mütter wie Mutter Courage, Mutter Wolffen in Der Biberpelz und Frau John in Die Ratten. Sie gastierte mehrmals bei den Salzburger Festspielen, zuletzt 1970 als Mutter. Im Film und Fernsehen war sie nur gelegentlich zu sehen.
Im Dezember 1932 heiratete Kopp in Stuttgart den Schauspieler Christian Kayßler (1898–1944), den Sohn von Friedrich Kayßler und stand mit ihm häufig zusammen auf der Bühne. Ihre Kinder waren Maria (* 1934) und Martin Kayßler (* 1939), die ebenfalls Schauspieler wurden.
Mila Kopp wurde die letzten Jahre durch ein schweres Hüftleiden beeinträchtigt und spielte manchmal im Rollstuhl. Sie starb an Kreislaufversagen.

## Filmografie
- 1942: Andreas Schlüter
- 1949: Mordprozess Dr. Jordan
- 1952: Ein ganz großes Kind
- 1953: Hokuspokus
- 1955: Mamitschka
- 1956: Jeanne oder Die Lerche (Fernsehfilm)
- 1957: Die Kraft und die Herrlichkeit (Fernsehfilm)
- 1957: El Hakim
- 1958: Besuch aus der Zone (Fernsehfilm)
- 1959: Vor Himmelskörpern wird gewarnt (Fernsehfilm)
- 1959: Eine Dummheit macht auch der Gescheiteste (Fernsehfilm)
- 1960: Die Reise des Simon Feder (Fernsehfilm)
- 1960: So ist es – ist es so? (Fernsehfilm)
- 1960: Eine Frau fürs ganze Leben
- 1961: Johnny Belinda (Fernsehfilm)
- 1961: Unternehmen Kummerkasten: Mutter Griebel (Fernsehserie)
- 1961: In seinem Garten liebt Don Perlimplin Belisa (Fernsehfilm)
- 1963: Sonderurlaub (Fernsehfilm)
- 1963: Maria Magdalena (Fernsehfilm)
- 1963: Der Klassenaufsatz (Fernsehfilm)
- 1964: Die fünfte Kolonne: Zwei Pistolen (Fernsehserie)
- 1965: Späte Liebe (Fernsehfilm)
- 1965: Nächstes Jahr in Jerusalem (Fernsehfilm)
- 1966: Irrungen, Wirrungen (Fernsehfilm)
- 1966: Drei Schwestern (Fernsehfilm)
- 1967: Der zerbrochene Krug (Fernsehfilm)
- 1968: Kraft des Gesetzes (Fernsehfilm)
- 1968: Der Meteor (Fernsehfilm)
- 1969: Marija (Fernsehfilm)
- 1969: Leben und leben lassen (Fernsehfilm)
- 1971: Tatort: Frankfurter Gold (Fernsehreihe)
- 1972: Ein Chirurg erinnert sich: Das Wunder (Fernsehreihe)

## Hörspiele
290 Treffer aus den Jahren 1925 bis 1971 in der ARD-Hörspieldatenbank.
- 1967: Christa Reinig: Das Aquarium – Regie: Raoul Wolfgang Schnell

## Diskographie
- Hans Fallada: Die Quangels. (OSTERWOLDaudio bei Hörbuch Hamburg 2015)
- Theodor Fontane: Mathilde Möhring. (Audio-Verlag 2015)
- Johann Wolfgang von Goethe: Stella. (Random House Audio 2011)
- Heinrich von Kleist: Prinz Friedrich von Homburg. (Der Audio Verlag 2011)
- Arthur Miller: Szene aus: Der Tod des Handlungsreisenden. In: Erich Ponto spricht Wilhelm Busch. (Deutsche Grammophon, Literarisches Archiv 1959)
- Carl Sternheim: Szene aus Die Kassette. In: Theo Lingen: Porträt eines Schauspielers.  (Telefunken, Wort und Stimme 1965).